# Лук'янівська в'язниця
50°27′44″ пн. ш. 30°28′02″ сх. д. / 50.4622° пн. ш. 30.467105555556° сх. д.

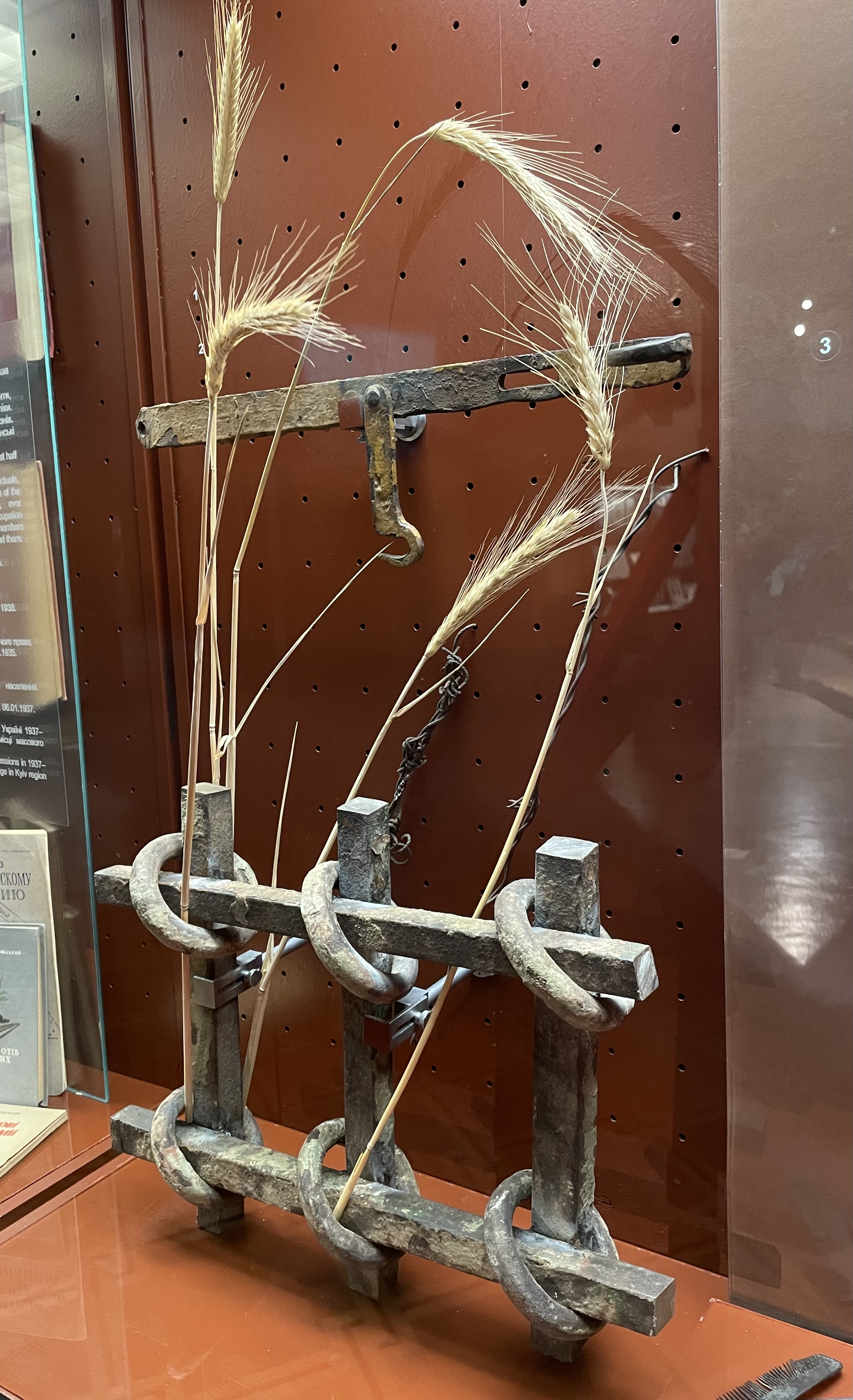
Ґрати (фрагмент) і клямка з Лук'янівської в'язниці, Київ. Перша пол. ХХ ст. Національний музей історії України у Другій світовій війні, Київ

Лук'я́нівська в'язни́ця (СІЗО № 13) — в'язниця на Лук'янівці в Києві, вул. Дегтярівська 13. У СІЗО утримуються підозрювані, яким суд обрав запобіжний захід у вигляді тримання під вартою з Києва та Київської області. При цьому арештовані не є винними, адже щодо них немає обвинувального вироку суду.

## Історичні відомості

### Будівля
В'язниця складається з декількох корпусів. Основна будівля була збудована в 1859—1862 рр. за проєктом губернського архітектора Михайла Іконникова на тогочасній околиці міста. Офіційно Лук'янівський тюремний замок почав працювати з 1863 року. На території в'язниці існувала тюремна церква св. пророка Йова, у якій у радянські часи були теж побудовані камери. Інші корпуси були добудовані впродовж останньої третини XIX ст. На 1900 рік тюрма складалася з 10 кам'яних будівель різного призначення. У тюрмі також існує ціла система підземних тунелів — переходів між різними частинами в'язниці: слідчим корпусом, старою і новою частиною в'язниці. Усередині тунелі перекриваються численними металевими дверима з замками і спеціальною сигналізацією. У передвоєнні роки тут була розташована тюрма ОГПУ НКВС СРСР. У той час в тюрмі знаходилося більш як 25 тис. в'язнів — багатьох з них були репресували.
Корпуси СІЗО мають особливі назви. Найстаріший корпус називається «Катєнькою». Існує легенда, хоча і помилкова, що цей корпус збудували за Катерини ІІ, хоча, як вже зазначалося, цей корпус звели у 1859—1862 рр., тобто його збудували за царя Олександра ІІ. У цьому корпусі знаходиться пост № 5, де утримуються ПЖ (особи які засуджені на довічне ув'язнення). Поруч знаходиться пост, де перебувають камери, у яких утримували і утримують ВІП арештантів. Другий старий корпус має назву «Столипінка». Цей корпус збудували за часів Столипіна. До цього корпусу прибудовані два корпуси «Брежнівка», збудовані за радянські часи та «Кучмівка» збудований за часів уже незалежної України. На відміну від камер Катєньки та Столипінки, камери Брежнівки і Кучмівки менші за розмірами та мають низьку стелю. Вікна Столипінки та Кучмівки видно з-за огорожі. Існує окремий корпус «Малолєтка», хоча старожили називають його «Сталінкою». З назви корпусу зрозуміло, що там знаходиться молодь, точніше «неповнолітні арештовані особи». Також є окремий корпус ЖК (жіночий корпус) та «Больнічка». Між корпусами існують підземні ходи, якими можна переходити від корпусу до корпусу. Транспортування заарештованих якраз і здійснюється підземними ходами. Також існує і «привратка», дуже малі кімнати без вікон і сильно задимлені цигарками, де знаходяться усі, хто потрапляє у СІЗО і чекає черги, коли його переведуть до камери, а також ті, що «етапуються» на суд або слідство. Також існує окреме приміщення для осіб обслуги із числа засуджених. Воно розташоване окремо від інших корпусів СІЗО.
Існують «дворики для прогулянки», спеціально обладнані приміщення для прогулянок заарештованих на свіжому повітрі. Частина «двориків» знаходиться у внутрішньому периметрі, а частина на даху Столипінки та Малолєтки. Офіційно не числяться, але реально існують камери для «ображенних» (осіб які з точки зору злодійського світу вважаються ізгоями), «бс» (для співробітників органів МВС, СБУ та інших органів, які знаходяться під арештом), «тубіки» (для хворих туберкульозом), «дурка» (для психічно хворих). Існує також баня, «ларьок», бібліотека. Є і церква в приміщенні блоку для обслуги.
Зараз в приміщенні колишньої в'язниці розташований слідчий ізолятор — Київський слідчий ізолятор.

### Використання
У приміщеннях Лук'янівської тюрми, окрім кримінальних злочинців чи підозрюваних у скоєнні кримінальних злочинів, утримувалися й жертви політичних репресій, зокрема відомі громадські, політичні, військові діячі, представники науки й культури. Одними з перших політичних в'язнів Лук'янівської тюрми були учасники народницького руху. У 1877—1878 роках тут утримувалися народники Володимир Дебогорій-Мокрієвич, Іван Бохановський, Лев Дейч, Яків Стефанович. Їх звинувачували у створенні серед селян Чигиринського та Черкаського повітів Київської губернії підпільної антиурядової організаціїції «Таємна дружина». Усі в'язні, які проходили по Чигиринській справі, за допомогою своїх спільників 27 травня [8 червня] 1878 року здійснили групову втечу. 1881 року в тюрмі утримувалися члени київського Південноросійського робітничого союзу, зокрема Софія Богомолець (була заарештована вагітною; у в'язниці народила сина Олександра — в майбутньому президента АН УРСР). 1884 року в тюрмі були ув'язнені 34 студенти Київського університету, їх заарештували за відкритий протест проти введення нового університетського статуту, що обмежував академічні свободи. З 1890 до початку 1900-х рр. у камерах тюрми утримувалися відомі соціал-демократи — Микола Бердяєв, Богдан Кістяківський, Віктор Крохмаль, Анатолій Луначарський та ін. З 1898 утримувалися тут і члени Київського «Союзу боротьби за визволення робітничого класу». У цей час у тюрмі для політичних в'язнів були запроваджені «демократичні порядки» — вони могли відвідувати одні одних у камерах, влаштовувати дискусії на наукові та політичні теми, під чесне слово, що в обумовлений час повернуться до в'язниці, залишати тюрму. Однак, після того, як у серпні 1902 року 11 політв'язнів-іскрівців на чолі з Миколою Бауманом, нейтралізувавши охорону, втекли із в'язниці та емігрували до Швейцарії, для всіх без винятку утримуваних встановили суворий тюремний режим. У в'язниці, особливо в період революції 1905—1907, утримувалися учасники українського національного руху: Дмитро Донцов, Сергій Єфремов, Андрій Жук, Володимир Винниченко, Михайло Грушевський, Симон Петлюра.
1918 року, під час захоплення Києва більшовиками, кримінальний контингент Лук'янівської тюрми пограбував в'язницю, спалив частину її приміщень. Після відступу більшовиків тюрма деякий час не діяла. Наступного року, після нового захоплення Києва, більшовики відремонтували в'язницю й почали будувати нові приміщення. В'язнів піддавали тортурам, багатьох із них розстрілювали (трупи вивозили на Лук'янівське кладовище і ховали в безіменних могилах; усе це виявилося після того, як у вересні 1919 білогвардійці Добровольчої армії захопили Київ і разом із членами комітету міжнародного «Червоного Хреста» розкопали на Лук'янівському кладовищі масові поховання). Білогвардійці також проводили арешти і розстріли представників української інтелігенції, вояків армії Української Народної Республіки. 
1920 до Києва ввійшли війська українсько-польської армії на чолі з Симоном Петлюрою. Після ревізії справ ув'язнених, які утримувалися в Лук'янівській тюрмі, тих із в'язнів, кого українсько-польська влада визнала невинними, було звільнено. Натомість до тюрми потрапили і були страчені ті, хто був безпосередньо причетний до розстрілів за часів більшовицького терору. 
На час нового вступу до Києва більшовиків приміщення в'язниці були порожніми. Однак уже за кілька діб тюрма знову почала функціонувати. 1925 року в ній утримувалися 2173 в'язні. 
9 лютого 1923 року о 8:30 в Лук'янівській в'язниці підняли повстання засуджені 38 діячів національного визвольного руху, зокрема, повстанців Холодноярської республіки. Захопили 14 рушниць із набоями та іншу зброю, майже чотири години серед Києва точився бій. Хто не загинув під час повстання, був розстріляний катами ГПУ.
У роки сталінських репресій 1937—1938 років у тюрмі, у кабінеті коменданта з особливих доручень, безперервно відбувалися страти (трупи на спеціально обладнаних автомашинах вивозилися на Лук'янівське кладовище та в Биківню; усього 1937 року в Лук'янівській в'язниці стратили понад 60 тис., а наступного — більше 70 тис. осіб).
Під час сталінських репресій у в'язниці утримувалися літератори Максим Рильський, Григорій Косинка, Василь Мисик, Микола Вороний, Микола Зеров, Дмитро Фальківський, а також митрополити Василь (Липківський), Костянтин (Дяков), Микола (Борецький) та ін. священнослужителі.
1941 року, після окупації Києва вермахтом, приміщення тюрми використовувалися за їхнім призначенням. Тут утримували, зокрема, радянських підпільників та членів ОУН.
Після звільнення Києва наприкінці 1943 в'язниця була заповнена новими в'язнями, переважно тими, кого влада підозрювала у співпраці з окупантами. Після війни тут утримували першоієрарха Української греко-католицької церкви архієпископа Йосифа (Сліпого). У 1947—1948 роках утримувався і помер Вільгельм Габсбург.
У повоєнні роки в приміщеннях в'язниці діяв слідчий ізолятор для кримінальних злочинців. Однак утримували тут і опонентів радянського режиму, яким слідчі інкримінували кримінальні статті. Зокрема, у 1973—1974 роках тут утримували кінорежисера Сергія Параджанова, у 1978—1979 роках — дисидента Гелія Снєгірьова.

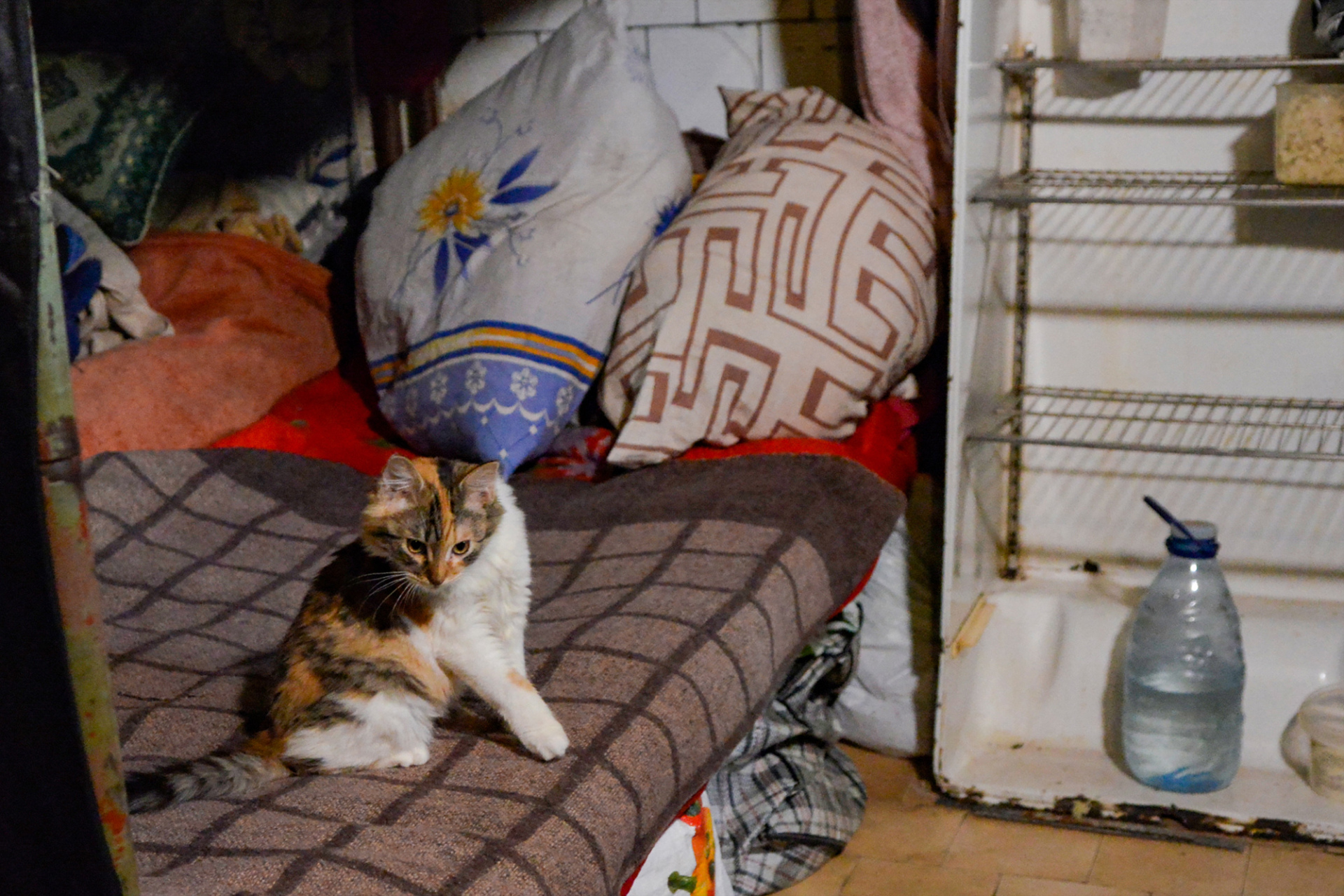
Кіт на «шконці» у Київському СІЗО (2020 рік)

Після здобуття Україною суверенного статусу в приміщеннях Лук'янівської тюрми розмістили Київський слідчий ізолятор (СІЗО № 13). У ньому утримуються підозрювані в скоєнні злочинів особи. Однак час від часу в Лук'янівській тюрмі утримували й жертв протистояння всередині української еліти (зокрема, 2003 року тут 42 дні утримували Юлію Тимошенко).

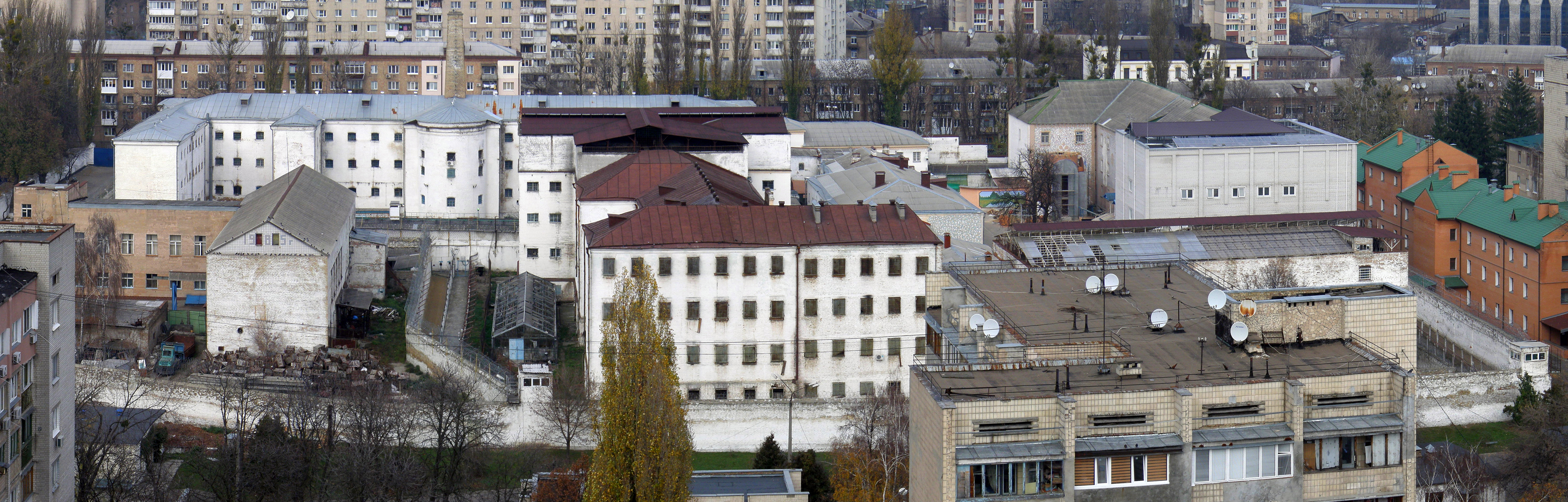
Лук'янівський СІЗО з півдня

## Відомі в'язні
- Бауман Микола Ернестович — діяч більшовицької партії, революціонер-професіонал, соратник В. І. Леніна.
- Варнеке Борис Васильович — доктор наук.
- Винниченко Володимир Кирилович — український політичний та державний діяч.
- Василь Вишиваний — український військовий діяч, австрійський архикнязь, поет
- Глаголєв Олександр Олександрович — протоієрей, священик Російської православної церкви, богослов.
- Греків Олександр Петрович — український військовий діяч, генерал-хорунжий Армії УНР, міністр військових справ УНР. Начальний командант УГА.
- Грушевський Михайло Сергійович — вчений-історик, академік, голова Української Центральної Ради
- Фелікс Дзержинський — російський революціонер, радянський державний діяч.
- Ярослав Домбровський — лідер польського визвольного руху.
- Дятлов Анатолій Степанович — колишній заступник головного інженера з експлуатації Чорнобильської АЕС.
- Іващенко Валерій Володимирович — заступник міністра оборони України, тимчасовий виконувач обов'язків міністра.
- Каховська Ірина Костянтинівна — організаторка замаху на командувача німецькими окупаційними військами в Україні 1918 року генерал-фельдмаршала Германа фон Ейхгорна.
- Колесніков Борис Вікторович — український бізнесмен і політик.[2]
- Кибальчич Микола Іванович — винахідник і революціонер-народник, автор схеми першого у світі реактивного літального апарата.
- Листовничий Василь Павлович — український цивільний інженер, архітектор.
- Літвінов Максим Максимович — революціонер, радянський дипломат і державний діяч.
- Лозінський Віктор Олександрович — український політик.
- Луначарський Анатолій Васильович — радянський письменник, марксист, політик-більшовик, нарком освіти СРСР (1917—1929), академік АН СССР.
- Луценко Юрій Віталійович — народний депутат та міністр внутрішніх справ України[3], Генпрокурор.
- Параджанов Сергій Йосипович — радянський кінорежисер.
- Симон Петлюра — український державний, військовий і політичний діяч
- Пукач Олексій Петрович — начальник головного управління кримінального розшуку МВС України, генерал-лейтенант.
- Рильський Максим Тадейович — український поет, перекладач, публіцист, громадський діяч, мовознавець, літературознавець, академік АН України.
- Рудьковський Микола Миколайович — український політик, міністр транспорту та зв'язку України (2006—2007).[4]
- Сиротюк Юрій Миколайович - громадський та політичний діяч, автор терміна "Революція Гідності", учасник російсько-української війни
- Славінський Максим Антонович — громадсько-політичний діяч, дипломат, публіцист.
- Йосиф Сліпий — первоієрарх Української Греко-Католицької Церкви, кардинал.
- Тимошенко Юлія Володимирівна — лідер БЮТ, народний депутат та прем'єр-міністр України 2005, 2007—2010 років.
- Урицький Мойсей Соломонович — російський революційний і політичний діяч.
- Хмара Степан Ількович — український політик, правозахисник, довголітній політв'язень радянських концтаборів.
- Чорновіл В'ячеслав Максимович — український політик, публіцист, літературний критик.
- Шкіль Андрій Васильович — український політик, народний депутат України.
- Завгородній Ларіон Захарович -отаман Холодного Яру.